# Xã Washington, Quận Jones, Iowa
Xã Washington (tiếng Anh: Washington Township) là một xã thuộc quận Jones, tiểu bang Iowa, Hoa Kỳ. Năm 2010, dân số của xã này là 364 người.